# Sociedad Catalana de Historia de la Ciencia y de la Técnica
La Sociedad Catalana de Historia de la Ciencia y de la Técnica (en catalán, la Societat Catalana d'Història de la Ciència i de la Tècnica, SCHCT) se fundó el mes de mayo de 1991 como sociedad científica filial del Instituto de Estudios Catalanes (IEC). Es una sociedad filial de la Sección de Ciencias Biológicas y de la Sección de Ciencias y Tecnología.
La SCHCT impulsa investigaciones históricas sobre el pasado científico y tecnológico, con la inclusión de todas las actividades científicas (sin exceptuar los estudios de la persona y de la sociedad) de todas las épocas, de todas las localizaciones y de todos los enfoques de trabajo rigurosos, tanto desde el punto de vista del descubrimiento y la producción de teorías científicas, de pensamiento científico y de innovaciones tecnológicas como desde el punto de vista de su aplicación y su difusión, incluyendo la enseñanza.
La SCHCT publica la revista Actas de Historia de la Ciencia y de la Técnica, participa en ARBAN. Agenda CVB de historia de la ciencia, técnica y medicina y es miembro nacional de la Division of History of Science and Technology de la International Union of History and Philosophy of Science.
Entre otras actividades, la SCHCT organiza cada curso el ciclo Coloquis y, cada dos años, su Trobada. Además contribuye a la realización de diferentes proyectos de historia de la ciencia como el manual en línea "Saberes en Acción".
Para saber más sobre la historia de esta sociedad filial del Instituto de Estudios Catalanes (IEC) pueden consultarse los trabajos de Antoni Roca Rosell en la bibliografía.